# Ильина, Анастасия Евгеньевна
Анастаси́я Евге́ньевна Ильина́ (род. 16 января 1982) — российская легкоатлетка, специалистка по прыжкам в длину и тройным прыжкам. Выступала за сборную России по лёгкой атлетике в 1999—2005 годах, чемпионка мира и Европы среди юниоров, призёрка первенств национального значения, участница ряда крупных международных стартов. Представляла Москву и Рязанскую область. Мастер спорта России международного класса.

## Биография
Анастасия Ильина родилась 16 января 1982 года.
Занималась лёгкой атлетикой в Рязани, проходила подготовку под руководством тренера Олега Константиновича Капацинского. Состояла в МГФСО.
Впервые заявила о себе на международном уровне в сезоне 1999 года, когда вошла в состав российской национальной сборной и побывала на юношеском первенстве мира в Быдгоще, откуда привезла награду серебряного достоинства, выигранную в тройном прыжке.
В 2000 году одержала победу в тройном прыжке на юниорском мировом первенстве в Сантьяго.
На юниорском европейском первенстве 2001 года в Гроссето дважды поднималась на верхнюю ступень пьедестала почёта — превзошла всех своих соперниц в прыжках в длину и в тройных прыжках. При этом в тройном прыжке установила рекорд чемпионата — 14,12 метра. Будучи студенткой, представляла страну на летней Универсиаде в Пекине, став в прыжках в длину шестой.
В 2003 году отметилась выступлением в тройном прыжке на молодёжном европейском первенстве в Быдгоще, где с результатом в 13 метров ровно закрыла десятку сильнейших.
В 2005 году на взрослом зимнем чемпионате России в Волгограде стала серебряной призёркой в прыжках в длину, уступив только Ирине Мельниковой из Краснодарского края. Принимала участие в чемпионате Европы в помещении в Мадриде — в той же дисциплине показала результат 6,52 метра, расположившись в итоговом протоколе соревнований на восьмой строке.
Впоследствии оставалась действующей спортсменкой вплоть до 2008 года, хотя в последнее время уже не показывала сколько-нибудь значимых результатов на международной арене.
Окончила Рязанский государственный университет имени С. А. Есенина, где училась на факультете физической культуры и спорта. За выдающиеся спортивные результаты удостоена почётного звания «Мастер спорта России международного класса».